# Castell d'Aigües
El castell d'Aigües se situa al municipi valencià d'Aigües (l'Alacantí).
Es tracta d'una fortificació del segle xiv de la qual queden molt poques restes, on destaca la torre de l'homenatge de planta quadrada, la qual ocupava el centre del recinte i algunes restes del llenç i basaments d'altres torres. Va ser declarat Bé d'Interés Cultural per la Generalitat Valenciana.